# Kasteel Põltsamaa
'Kasteel Põltsamaa, ook bekend als Põltsamaa Ordulinnus, is een historisch kasteel gelegen in Põltsamaa, in het provincie Jõgevamaa, in het oosten van Estland. De oorsprong van het kasteel gaat terug tot 1272, toen het werd gesticht door de Lijflandse Orde als een defensieve kruisvaardersvesting.
Het middeleeuwse kasteel, gebouwd aan de oevers van de Põltsamaa-rivier, was oorspronkelijk een vierkante vesting met drie poorten en een binnenplaats, omringd door een gracht. In de 14e en 15e eeuw werden verschillende toevoegingen gedaan, waaronder een kloosterzaal en verhoogde muren. Het diende oorspronkelijk als een cruciale verdedigingspost tijdens de Lijflandse oorlog en werd zelfs een tijdlang bezet door Poolse troepen.
Tijdens de 17e eeuw werd het kasteel eigendom van koning Gustaaf II Adolf van Zweden, die het schonk aan veldmaarschalk Herman Wrangel. Wrangel begon met de transformatie van het middeleeuwse fort in een stijlvol laat-renaissance huis. Na de verwoestingen van de Grote Noordelijke Oorlog onderging het kasteel verdere veranderingen, waarbij het van eigenaar wisselde tussen koninklijke geschenken en erfenissen.
De architecturale metamorfose bereikte zijn hoogtepunt in de 18e eeuw toen Woldemar Johann von Lauw het kasteel omvormde tot een weelderig rococo-paleis. Hoewel het kasteel tijdens de Tweede Wereldoorlog zwaar beschadigd raakte en bijna volledig werd vernietigd, zijn sommige delen gerestaureerd, waaronder de kerk die dienst deed als de zuidelijke kanontoren.